# Marc Guggenheim
Marc Guggenheim est un producteur et scénariste américain né le 24 septembre 1970. Il a notamment écrit pour Marvel et DC Comics. Son frère, Eric Guggenheim est scénariste.

## Biographie
Marc Guggenheim est né et a grandi à Long Island, New York, dans une famille de confession juive. Il étudia à l'Université d'État de New York à Albany. Ses frères sont les scénaristes Eric et David Guggenheim.

## Carrière
Guggenheim travaille à Boston, Massachusetts, en tant qu'avocat et comme écrivain à temps partiel pendant cinq ans. 

### Télévision
Il écrit un scénario de comédie romantique qui conduit à quelques rencontres avec des producteurs, il déménage en Californie pour poursuivre une carrière de scénariste. Un de ses premiers scripts fut pour The Practice. Il travailla comme éditeur superviseur pour New York, police judiciaire, Jack et Bobby, Les Experts : Miami, et Dernier Recours.
Avec Greg Berlanti, Guggenheim est le cocréateur d'Eli Stone sur ABC. Il devient plus tard le producteur exécutif de Super Hero Family. Guggenheim, avec Greg Berlanti et Andrew Kreisberg, adapte le comic Green Arrow à la télévision dans Arrow, où Guggenheim travaille comme co-showrunner.
En 2019, il annonce sur Twitter être un des scénaristes du crossover Crisis on Infinite Earths pour la CW et le Arrowverse.

### Comic books
Il a travaillé en tant que stagiaire chez Marvel pendant un temps en 1990 pour l'éditeur Terry Kavanagh, il était coloriste pour une histoire de huit pages de Iceberg/Torche Humaine. Son expérience dans l’écriture inclut aussi les comics Aquaman pour DC Comics, Wolverine et The Punisher pour Marvel, et des scripts pour Perfect Dark Zero. Il a écrit Blade pour 12 publications avec l'artiste Howard Chaykin.
En 2006, Guggenheim a repris l'écriture de The Flash. L'écriture de Guggenheim se conclut avec la mort du quatrième Flash, Bart Allen.
En 2007, Guggenheim faisait partie des équipes écrivant pour The Amazing Spider-Man. Sa première histoire est Amazing Spider-Man #549. Il a également créé le comic Resurrection pour Oni Press.
Il écrit le comic book Young X-Men pour Marvel qui fut lancé en avril 2008, et en 2008 il travailla sur le comic Hugh Jackman et Virgin Comics, Nowhere Man, et sur Super Zombies pour Dynamite Entertainment et Stephen King.
Il écrit le script en 2009 du jeu vidéo X-Men Origins: Wolverine, développé par Raven Software, un jeu vidéo basé sur the film du même nom.
Guggenheim était censé reprendre Action Comics après War of the Supermen mais il fut remplacé par Paul Cornell. Guggenheim travailla à la place sur la Société de justice d'Amérique,.

### Filmographie
| Année | Titre                               | Rôle       | Notes |
| ----- | ----------------------------------- | ---------- | ----- |
| 2011  | Green Lantern                       | Scénariste |       |
| 2013  | Percy Jackson : La Mer des monstres | Scénariste |       |

### Jeux-vidéo
|2006
| Call of Duty 3 : En marche vers Paris
|Scénariste